# Безнина, Анна Александровна
Анна Александровна Безнина (?—1805) — писательница, литературный критик.

## Биография
Биографические сведения о Безниной известны со слов М. Н. Макарова, М. А. Дмитриева и из некролога («Московский курьер», 1805, № 6): Безнина родом с Балкан (сербского, хорватского или молдавского происхождения), урождённая княжна Тюрбе́сска (Трубе́сска). Жена действительного статского советника Безнина. В Москве Безнина с сестрой Елизаветой учились у студента Славяно-греко-латинской академии И. В. Смирнова, который вместе с М. Н. Макаровым привлёк их к сотрудничеству в «Журнале для милых». Вместе со своей сестрой Елизаветой она заведовала критикою в «Журнале для милых» в 1804 году и едва ли не первая напечатала несколько политических выходок против «Вестника Европы».
Известные литературно-критические выступления Безниной исчерпываются несколькими полемического характера, опубликованы в «Журнале для милых» в 1804 году: «Письмо к издателям от 10 февраля из Мурома», «Отрывок из письма М (илому ) Р (едактору)», «Критика на 3, 4, S и 6 номер „Вестника Европы“». Безнина является также одной из участниц «Разговора в беседке» (1804), вызвавшего нападки на журнал за ироничное восхваление Д. И. Хвостова. Темы критических «Писем» Безниной о «Вестнике Европы» ― похвалы Н. М. Карамзину, П. И. Шаликову (которого она защищает от нападок М. Т. Каченовского), недовольство новым редактором журнала П. П. Сумароковым: Безнина нападает на плохой выбор переводов, ошибки переводчиков, их «дубовый», «нашпигованный славянщизною» язык. От лица Безниной в журнале (1804, № 1) напечатана повесть «Любим и Катерина» (переделка «Пирама и Тисбы», с французского).
В 1805 или 1806 году Безнина задумывала издавать от имени своей сестры журнал под названием «Амур» (который уже и был объявлен в «Московских Ведомостях»), но её кончина и другие обстоятельства заставили сестру Безниной оставить Москву и Россию, и издание не состоялось. Некролог Безниной утверждает, что она участвовала и в других журналах того времени, а А. К. Шторх и Ф. П. Аделунг отзываются в своём труде о Безниной, как об «известной писательнице». Однако нам известны только три её статьи в «Журнале для милых». Других произведений Безниной в журналах нет, хотя это и противоречит дружному показанию современников.
Макаров посвятил Безниной опубликованное в «Журнале для милых» (1804, № 7) стихотворение «Мечты сердца. Дом моей милой» и рассказал о ней в своих воспоминаниях, записанных четверть века спустя. Вместе с тем, т. к. существование рода Тюрбесских и действительного статского советника Безнина документально не подтверждаются, не исключено, что фигура Безниной является литературной мистификацией издателей первого русского журнала для женщин.